# Emotions (песня Мэрайи Кэри)
«Emotions» — песня, написанная и спродюсированная американской певицей Мэрайей Кэри, Дэвидом Коулом и Робертом Кливиллисом, для второго студийного альбома певицы — «Emotions» 1991 года. Песня была издана в качестве первого сингла альбома в третьей четверти 1991 года для США, и в последней четверти 1991 года — во всем мире. Песня стала ещё одним хитом номер один в США для Мэрайи.

## Список композиций
- CD-сингл для США (Кассетный сингл/7" сингл)[1]

1. «Emotions» (Альбомная версия)
2. «Vanishing» (Альбомная версия)

- CD-макси-сингл для США (Кассетный макси-сингл/12" макси-сингл)[2]

1. «Emotions» (12" Club mix)
2. «Emotions» (12" Instrumental)
3. «Emotions» (Альбомная версия)
4. «There's Got to Be a Way» (12" Mix)
5. «There’s Got to Be a Way» (Vocal dub mix)

- Кассетный сингл для Великобритании[3]

1. «Emotions» (Альбомная версия)
2. «Vanishing» (Альбомная версия)

- Макси-сингл для Великобритании[1]

1. «Emotions» (Альбомная версия)
2. «Vanishing» (Альбомная версия)
3. «Vision of Love» (Альбомная версия)

## Официальные ремиксы и другие версии
- Emotions [Album Version] — 4:11
- Emotions [C+C Club Mix Edit] — 5:51
- Emotions [C+C Club No.1 Mix] — 7:45
- Emotions [C+C Hardcore Factory Mix] — 8:16
- Emotions [Special Motion Edit] — 5:17
- Emotions [C+C 12 Inch Original Promo Remix] — 7:15
- Emotions [Club Mix] — 8:32

Ремиксы фанатов
- Emotions [Discotech Mix] — 6:35
- Emotions [Erpy’s Take Me Higher Mix] — 3:58
- Emotions [Johnny Vicious Club Mix] — 8:32
- Emotions [Jbal Version 7 Inch Edit] — 6:33
- Emotions [ShCooL 1992 Mix] — 3:19

## Чарты
| Чарт (1991)                               | Высшая позиция |
| ----------------------------------------- | -------------- |
| Австралия (ARIA)                          | 11             |
| Бельгия/Фландрия (Ultratop 50)            | 49             |
| Канада (RPM Top Singles)                  | 1              |
| Канада (RPM Adult Contemporary)           | 2              |
| Канада (RPM Dance/Urban)                  | 3              |
| Канада (The Record)                       | 3              |
| Европа (European Hot 100 Singles)         | 32             |
| Германия (GfK)                            | 39             |
| Греция (IFPI)                             | 3              |
| Ирландия (IRMA)                           | 27             |
| Япония (Oricon Singles Chart)             | 90             |
| Нидерланды (Dutch Top 40)                 | 9              |
| Нидерланды (Single Top 100)               | 13             |
| Новая Зеландия (Recorded Music NZ)        | 3              |
| Швеция (Sverigetopplistan)                | 30             |
| Великобритания (OCC UK Singles)           | 17             |
| Великобритания (Music Week Dance Singles) | 17             |
| США (Billboard Hot 100)                   | 1              |
| США (Billboard Adult Contemporary)        | 3              |
| США (Billboard Dance Club Songs)          | 1              |
| США (Billboard Hot R&B/Hip-Hop Songs)     | 1              |

### Сертификации и продажи
| Регион | Сертификация | Продажи   |
| --- | ------------ | --------- |
| Австралия (ARIA) | Золотой      | 35 000^   |
| Новая Зеландия (RMNZ) | Золотой      | 5000*     |
| Великобритания | —            | 137,000   |
| США (RIAA) | Платиновый   | 1 000 000 |
| * Данные о продажах приведены только на основе сертификации. · ^ Данные о тиражах приведены только на основе сертификации. · Данные о продажах + прослушиваниях приведены только на основе сертификации. |              |           |